# Ses Arnaules
Ses Arnaules (o Ses Arnaldes) és una possessió del terme municipal de Llucmajor, Mallorca.
El topònim prové de donar forma femenina al nom del marit (Arnau). Es troba documentada el 1250 i n'era propietari Ferrer Arnaldis, del qual s'originaria el nom actual.

## Construccions
A les cases de la possessió hom pot diferenciar el buc principal, el qual forma un bloc que integra l'habitatge, la torre de defensa i algunes dependències agropecuàries (pallissa, estables i sestadors) i, entorn del buc principal, altres instal·lacions agrícola-ramaderes aïllades (solls, un forn, portasses i barraques) així com instal·lacions hidràuliques (un safareig i un aljub). La casa té dues altures, planta baixa i pis superior. La seva façana principal es troba orientada al sud-est, les dues úniques obertures que té la façana es disposen simètricament sobre un eix central.

### Torre de defensa
A les cases en destaca una torre de defensa del segle xv. Té planta quadrangular adossada a les casses, amb tres plantes i coberta de dos vessants. El parament és de paredat en verd llevat de les faixes, de carreus de marès en cadena d'angle i de les estructures dels buits, també de marès. Referit d'argamassa i de ciment a algunes bandes per tal de tapar cruis. S'accedeix a la planta baixa des de la casa dels amos per un portal que comunica amb l'única cambra que es troba en aquesta planta. Té la coberta de volta d'ansa-paner i un finestró esbocat obert a l'altura de l'arrencament de la volta. A la primera planta s'hi accedeix des de la casa dels amos. Té una cambra amb una finestra amb arc de mig punt. La segona planta té una altura inferior a les de les altres plantes.

## Jaciments arqueològics
Té diversos jaciments arqueològics prehistòrics: Coves de ses Arnaules - Sementer de ses Figueres, Cova de Ses Arnaules - Es Canet.